# Tipula (Eremotipula) dimidiata
Tipula (Eremotipula) dimidiata is een tweevleugelige uit de familie langpootmuggen (Tipulidae). De soort komt voor in het Nearctisch gebied.